# Gigi Fernández
Beatriz Fernández, detta Gigi (San Juan, 22 febbraio 1964), è un'ex tennista statunitense originaria di Porto Rico.

## Biografia
È considerata una delle più grandi specialiste del doppio di tutti i tempi, in questa disciplina ha conquistato infatti 17 tornei del Grande Slam, vincendo almeno due volte ognuno dei quattro tornei, e due medaglie d'oro olimpiche, nel 1992 e 1996 in coppia con Mary Joe Fernández. Dal 1992 al suo ritiro nel 1997 ha formato una coppia eccezionale con la bielorussa Nataša Zvereva, insieme hanno vinto trentanove titoli tra cui spiccano quattordici Slam e due masters di fine anno.
Nel biennio 1992-93 hanno vinto quaranta incontri consecutivi negli Slam, serie iniziata con il successo di Parigi e interrotta in semifinale a New York, il che le ha portato sei Major.
Dalla stagione 1994 ha iniziato a giocare il doppio misto in coppia con Cyril Suk e i due hanno raggiunto tre finali Slam senza tuttavia riuscire a conquistare un titolo, nel singolare non ha mai raggiunto un livello paragonabile al doppio ma era comunque una buona giocatrice e per la maggior parte della carriera è rimasta tra le prime trenta della classifica mondiale; ha anche vinto due tornei, ma il suo risultato di maggior prestigio rimane la semifinale di Wimbledon 1994.
Complessivamente in carriera ha vinto 71 tornei, due in singolare e sessantanove in doppio; è stata introdotta nell'international Tennis Hall of Fame nel 2010.

## Statistiche

### Doppio

#### Finali nei tornei del Grande Slam

##### Vittorie (17)
| Anno | Torneo                  | Superficie    | Compagna            | Avversarie in finale                      | Punteggio        |
| 1988 | US Open (1)             | Cemento       | Robin White         | Patty Fendick Jill Hetherington           | 6–4, 6–1         |
| 1990 | US Open (2)             | Cemento       | Martina Navrátilová | Jana Novotná Helena Suková                | 6–2, 6–4         |
| 1991 | Open di Francia (1)     | Terra battuta | Jana Novotná        | Larisa Neiland Nataša Zvereva             | 6–4, 6–0         |
| 1992 | Open di Francia (2)     | Terra battuta | Nataša Zvereva      | Conchita Martínez Arantxa Sánchez Vicario | 6–3, 6–2         |
| 1992 | Wimbledon               | Erba          | Nataša Zvereva      | Larisa Savchenko Neiland Jana Novotná     | 6–4, 6–1         |
| 1992 | US Open (3)             | Cemento       | Nataša Zvereva      | Larisa Savchenko Neiland Jana Novotná     | 7–6(7), 6–1      |
| 1993 | Australian Open (1)     | Cemento       | Nataša Zvereva      | Pam Shriver Elizabeth Smylie              | 6–4, 6–3         |
| 1993 | Open di Francia (3)     | Terra battuta | Nataša Zvereva      | Jana Novotná Larisa Savchenko Neiland     | 6–3, 7–5         |
| 1993 | Torneo di Wimbledon (2) | Erba          | Nataša Zvereva      | Larisa Savchenko Neiland Jana Novotná     | 6–4, 6(9)–7, 6–4 |
| 1994 | Australian Open (2)     | Cemento       | Nataša Zvereva      | Patty Fendick Meredith McGrath            | 6–3, 4–6, 6–4    |
| 1994 | Open di Francia (4)     | Terra battuta | Nataša Zvereva      | Lindsay Davenport Lisa Raymond            | 6–2, 6–2         |
| 1994 | Torneo di Wimbledon (3) | Erba          | Nataša Zvereva      | Jana Novotná Arantxa Sánchez Vicario      | 6–4, 6–1         |
| 1995 | Open di Francia (5)     | Terra battuta | Nataša Zvereva      | Jana Novotná Arantxa Sánchez Vicario      | 6(6)–7, 6–4, 7–5 |
| 1995 | US Open (4)             | Cemento       | Nataša Zvereva      | Brenda Schultz Rennae Stubbs              | 7–5, 6–3         |
| 1996 | US Open (5)             | Cemento       | Nataša Zvereva      | Jana Novotná Arantxa Sánchez Vicario      | 1–6, 6–1, 6–4    |
| 1997 | Open di Francia (6)     | Terra battuta | Nataša Zvereva      | Mary Joe Fernández Lisa Raymond           | 6–2, 6–3         |
| 1997 | Torneo di Wimbledon (4) | Erba          | Nataša Zvereva      | Nicole Arendt Manon Bollegraf             | 7–6(4), 6–4      |

##### Finali perse (6)
| Anno | Torneo                  | Superficie    | Compagna       | Avversarie in finale                     | Punteggio        |
| 1991 | Australian Open (1)     | Cemento       | Jana Novotná   | Patty Fendick Mary Joe Fernández         | 6(4)–7, 1–6      |
| 1991 | Torneo di Wimbledon (1) | Erba          | Jana Novotná   | Larisa Savchenko Neiland Natasha Zvereva | 4–6, 6–3, 4–6    |
| 1995 | Australian Open (2)     | Cemento       | Nataša Zvereva | Jana Novotná Arantxa Sánchez Vicario     | 3–6, 7–6(3), 4–6 |
| 1995 | Torneo di Wimbledon (2) | Erba          | Nataša Zvereva | Jana Novotná Arantxa Sánchez Vicario     | 7–5, 5–7, 4–6    |
| 1996 | Open di Francia         | Terra battuta | Nataša Zvereva | Lindsay Davenport Mary Joe Fernández     | 2–6, 1–6         |
| 1997 | US Open                 | Cemento       | Nataša Zvereva | Lindsay Davenport Jana Novotná           | 3–6, 4–6         |

### Doppio misto

#### Finali nei tornei del Grande Slam

##### Finali perse (3)
| Anno | Torneo              | Superficie | Compagno  | Avversari in finale                | Punteggio           |
| 1995 | Australian Open     | Cemento    | Cyril Suk | Nataša Zvereva Rick Leach          | 6(4)–7, 7–6(3), 4–6 |
| 1995 | Torneo di Wimbledon | Erba       | Cyril Suk | Martina Navrátilová Jonathan Stark | 4–6, 4–6            |
| 1995 | US Open             | Cemento    | Cyril Suk | Meredith McGrath Matt Lucena       | 4–6, 4–6            |

### Risultati in progressione
| Sigla | Risultato               |
| ----- | ----------------------- |
| V     | Vincitore               |
| F     | Finalista               |
| SF    | Semifinalista           |
| O     | Oro olimpico            |
| A     | Argento olimpico        |
| SF    | Bronzo olimpico         |
| QF    | Quarti di Finale        |
| 4T    | Quarto turno            |
| 3T    | Terzo turno             |
| 2T    | Secondo turno           |
| 1T    | Primo turno             |
| RR    | Round Robin             |
| LQ    | Turno di qualificazione |
| A     | Assente                 |
| ND    | Non disputato           |

| Legenda superfici    |
| -------------------- |
| Cemento              |
| Terra battuta        |
| Erba                 |
| Superficie variabile |

#### Doppio
| Tornei del grande slam    |     |     |               |               |               |     |               |               |               |      |               |               |               |      |      |         |        |
| Australian Open           | 1T  | 1T  | 2T            | ND            | 2T            | A   | A             | SF            | F             | QF   | V             | V             | F             | QF   | SF   | 2 / 12  | 38–10  |
| Open di Francia           | A   | A   | A             | A             | QF            | A   | 2T            | A             | V             | V    | V             | V             | V             | F    | V    | 6 / 9   | 45–3   |
| Wimbledon                 | A   | 3T  | A             | 3T            | 3T            | QF  | QF            | QF            | F             | V    | V             | V             | F             | SF   | V    | 4 / 13  | 53–9   |
| US Open                   | A   | 2T  | QF            | QF            | 3T            | V   | QF            | V             | 3T            | V    | SF            | SF            | V             | V    | F    | 5 / 14  | 57–9   |
| V-P                       | 0–1 | 3–3 | 4–2           | 5–2           | 8–4           | 9–1 | 7–3           | 13–2          | 18–3          | 21–1 | 22–1          | 22–1          | 22–2          | 18–3 | 21–2 | 17 / 48 | 193–31 |
| Giochi olimpici           |     |     |               |               |               |     |               |               |               |      |               |               |               |      |      |         |        |
| Tennis ai Giochi olimpici | ND  | A   | Non disputati | Non disputati | Non disputati | A   | Non disputati | Non disputati | Non disputati | V    | Non disputati | Non disputati | Non disputati | V    | ND   | 2 / 2   | 9–0    |
| Torneo di fine anno       |     |     |               |               |               |     |               |               |               |      |               |               |               |      |      |         |        |
| WTA Tour Championships    | A   | A   | A             | QF            | A             | QF  | QF            | A             | F             | SF   | V             | V             | F             | SF   | QF   | 2 / 10  | 13–8   |